# Enicospilus leionotus
Enicospilus leionotus är en stekelart som först beskrevs av Tosquinet 1896.  Enicospilus leionotus ingår i släktet Enicospilus och familjen brokparasitsteklar. Inga underarter finns listade i Catalogue of Life.